# Pione mazatlanensis
Pione mazatlanensis är en svampdjursart som först beskrevs av Hancock 1867.  Pione mazatlanensis ingår i släktet Pione och familjen borrsvampar. Inga underarter finns listade i Catalogue of Life.